# نافورة الألف جرار
نافورة الألف جرار هي موقع أثري في مدينة قرطاج في البلاد التونسية.
اكتشف لويس كارتون النافورة في فترة ما بين 1919-1920. حاليا المعلم غير متاح للعموم نظرا لكونه يقع في القصر الرئاسي بقرطاج.
على الينبوع المتواجد من الفترة البونية٬ توجد معدات معقدة تعود إلى الحقبة الرومانية. 

## تاريخها
اثر اكتشاف الموقع تم التعرف على التغيير الروماني الذي وقع على البنية البونية
.
في الواقع كان هذا الينبوع الوحيد الذي برز في الموقع الأثري بقرطاج. 
قبل الاكتشاف الأخير٬ قام الأب ألفريد لويس ديلاتر باكتشاف كومة متكونة من ألفين من الجرار في المناطق المجاورة للينبوع ومن هنا كانت تسمية الموقع.

## وصفها

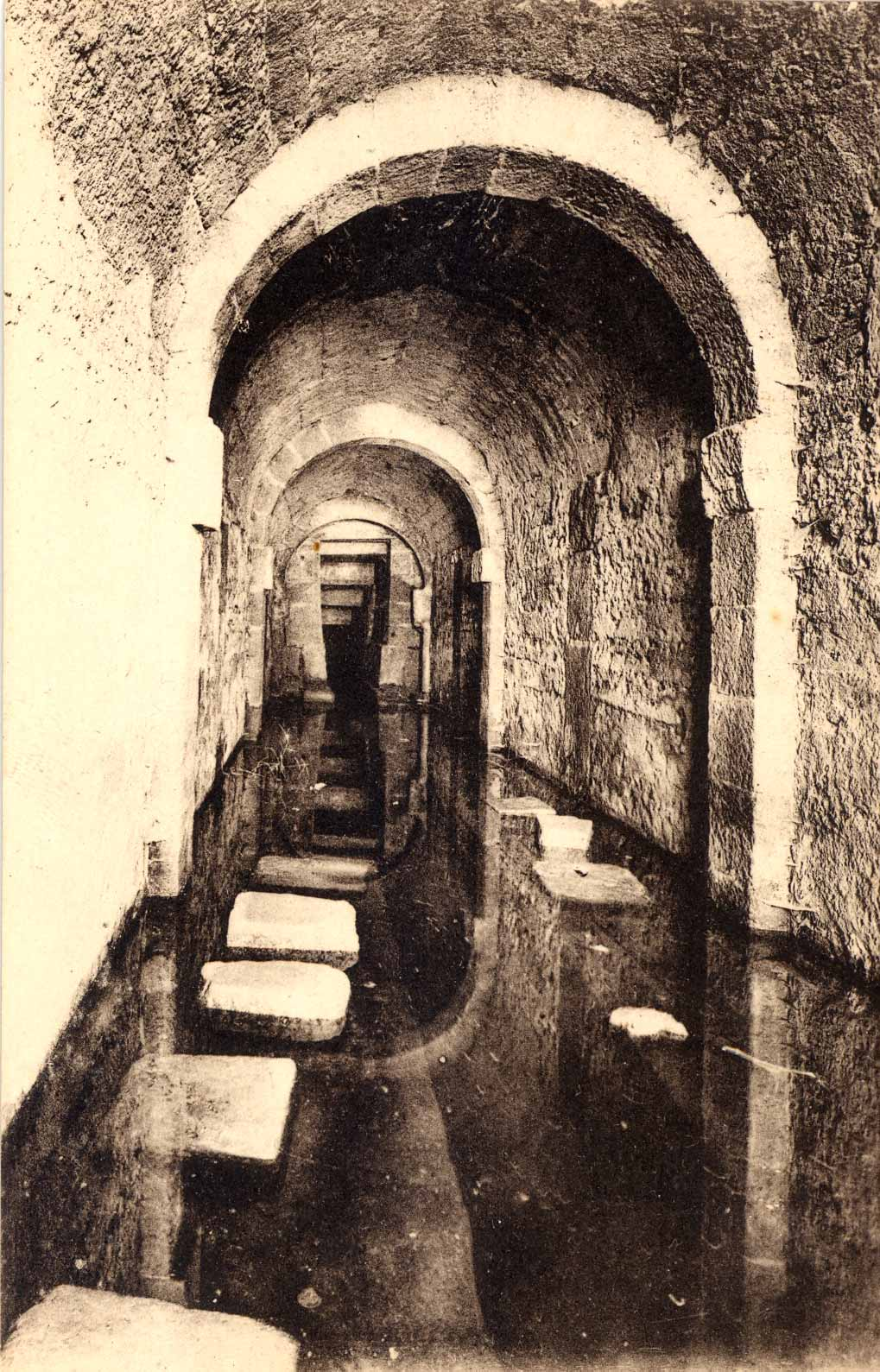
صورة قديمة لمعرض النافورة من الداخل

تقع النافورة قريبا من المقبرة القرطاجية التي تمت الحفريات فيها في آخر القرن التاسع عشر وأوائل القرن العشرين ومنها مقبرة الأشراف التي نقب فيها الفريد لويس ديلاتر.
منذ اكتشافه اعتبر الموقع أحد أهم الأنظمة الهيدروليكية المتبقية من المدينة القديمة وذلك بالإضافة إلى الصهاريج الكبيرة وأهمها المجمع الرئيسي لصهاريج المعلقة. 
المكونات 
- غرفة استشعار حفرت جزئيا في الصخر
- [4]
- معرض تحت الأرض ;
- دهليز طوله عشرون مترا.

### وصلات داخلية
- الموقع الأثري بقرطاج
- صهاريج المعلقة

### وصلات خارجية
- Louis Carton, « Découverte d'une fontaine antique », CRAI, vol. 64, n°3, 1920, pp. 258–268